# 달링 하버
달링 하버(Darling Harbour)는 시드니 중심 업무 지역에 위치한 관광객과 지역민의 여가와 오락을 위해 조성된 세계에서 가장 큰 선착장 중 하나로 시드니의 주요 관광 명소 중 하나이다.
시드니 센트럴비즈니스지구(Sydney central business district) 내에 있으며 1984년 뉴사우스웨일스의 200주년 기념사업으로 재개발되었다. 이곳은 100년 전만 해도 대단위 공업지대로 상업과 경제의 중심지였으며, 특히 방직, 곡물, 석탄 등을 운반하는 선박터미널이 있었지만 시설 노후화와 컨테이너 선박이 등장하는 등 운송수단이 변화하자 점차 황폐해져갔다. 1984년 지역의 상업적 부흥을 위해 달링하버 건설 특별위원회가 구성되었고 1988년 복합체건물을 설립했다. 현재는 유명한 오스트레일리아 국립해양박물관과 시드니수족관이 들어섰으며 이외에도 컨벤션센터, 페스티벌 마켓 플레이스 등 다양한 쇼핑센터가 자리 잡고 있다.

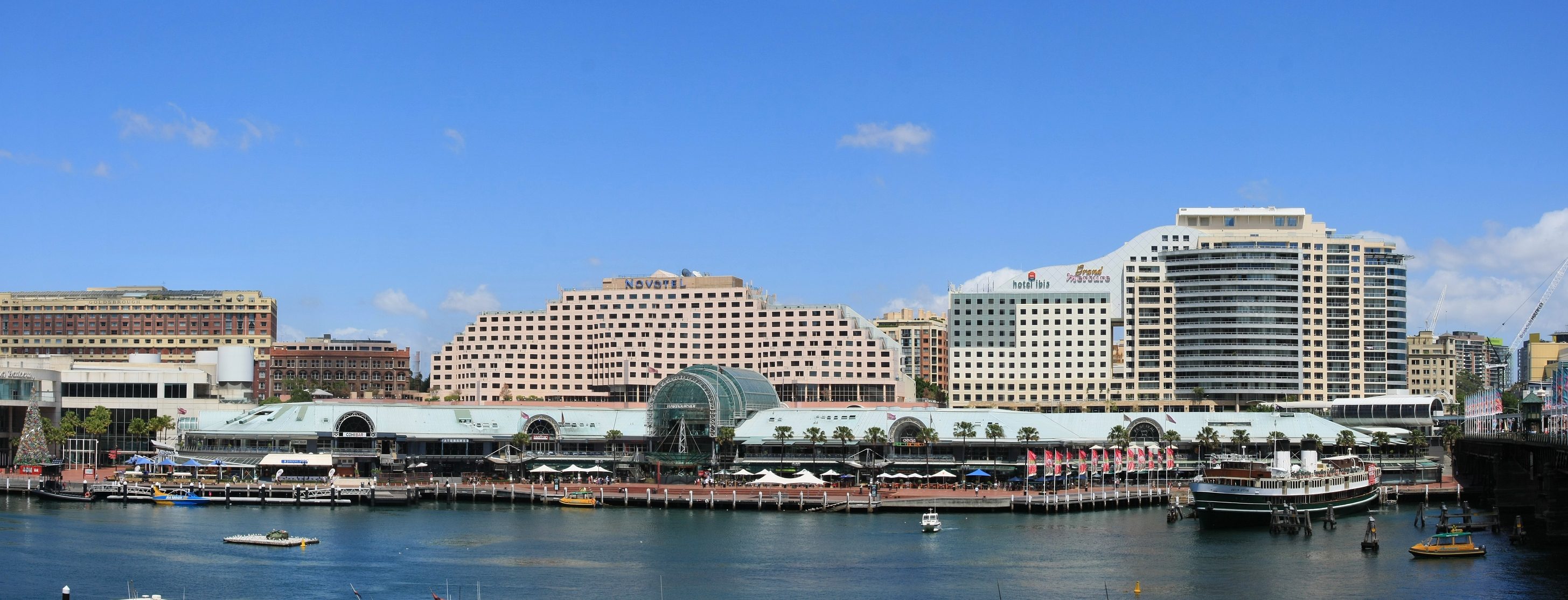
시드니 달링 하버

## 위치
오스트레일리아 뉴사우스웨일스주 시드니 중심 업무 지구에 위치(남위 33도 52분 20초, 동경 151도 11분 56초)하고 있으며 시드니 오페라 하우스와 시드니 하버 브리지로부터 도보로 약 30분, 기차로 약 5분, 킹스포드 스미스 국제공항으로부터 택시로 약 30분, 기차로 약 40분 거리에 위치하고 있다.

## 역사

시드니 달링 하버

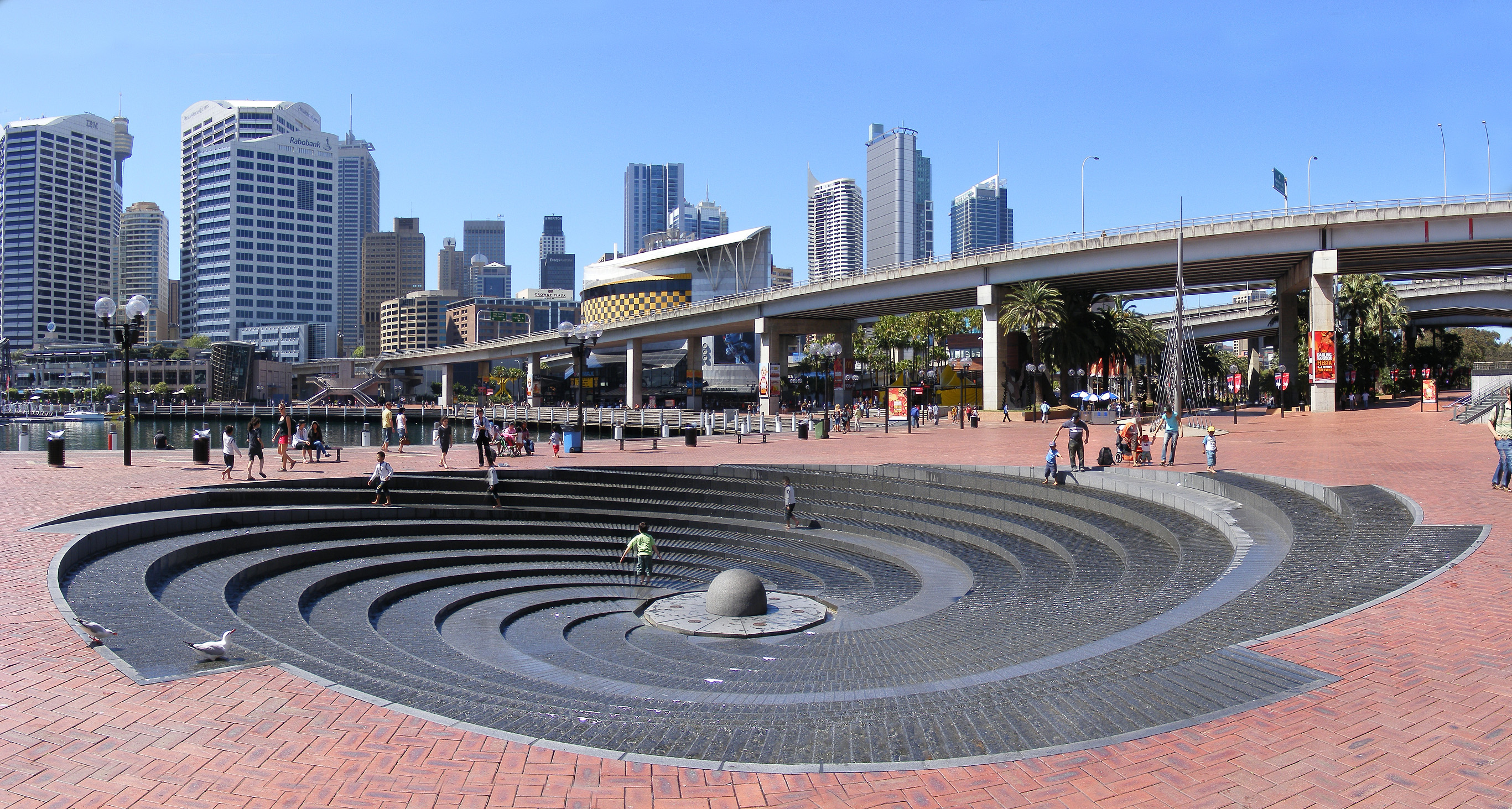
시드니 달링 하버

1980년대 이전 상업적인 용도로 사용되다가 방치된 부두를 개조하여 관광지로 만들었으며 1825년부터 1831년까지 재임했던 뉴 사우스 웨일즈 주지사 랄프 달링의 이름을 따 달링 하버라고 이름지어졌다.

## 교통 수단
- 수상 택시(Water Taxi) - 달링 하버에서 하선
- 모노레일(Monorail) - 달링 하버역에서 하차
- 기차(Train) - 타운 홀 역에서 하차하여 도보로 약 5분
- 배(Ferry) - 킹 스트리트 선착장에서 하선

## 주요 행사
- 매 년 1월 1일 0시가 되면 달링 하버와 시드니 오페라 하우스 및 시드니 하버 브리지 주변에서 세계에서 가장 규모가 큰 새해 맞이 불꽃놀이가 벌어진다.
- 매 년 1월 26일 시드니에서 가장 큰 행사 중 하나인 오스트레일리아의 날 행사가 열리며 불꽃놀이와 다양한 문화 축제를 접할 수 있다.
- 매 년 6월 영국 여왕의 생일이 끼어있는 주말이면 달링 하버 재즈 축제가 열리며 국제적으로 유명한 재즈 연주가들이 많이 참여한다.
- 매 년 10월 오스트레일리아에 거주하는 라틴 아메리카 출신 이민자들을 위한 문화 축제인 피에스타 축제가 열린다.
- 이 외에도 크고 작은 많은 축제들이 달링 하버 인근에서 항상 열리고 있다.

## 부대 시설

시드니 달링 하버의 야경

- 시드니 수족관
- 오스트레일리아 국립 해양 박물관
- 시드니 중국식 정원
- LG IMAX 영화관
- 파워 하우스 박물관
- 시드니 컨벤션 센터
- 시드니 스타시티 카지노
- 어보리지널 센터
- 시드니 세가 월드
- 킹 스트리트 선착장
- 코클 만 선착장
- 피어몬트 브리지